# 楔颖草
楔颖草（学名：Apocopis paleacea）为禾本科楔颖草属下的一个种。